# 増田俊郎 (ヴォーカリスト)
増田 俊郎（ますだ としろう、1954年9月26日 - ）は神奈川県横浜市出身のボーカリスト、ギタリスト、ソングライター、プロデューサー。作詞家としてトシ・スミカワの名前を使用する。 

## 来歴・人物
デビュー当初は関東を中心にしていたが、現在は関西を中心に活動している。 愛称は“まっすん”。
なお他に同姓同名の音楽関係者に、テレビ番組やアニメなどの音楽を手掛ける作曲家・音楽監督の増田俊郎（こちらは「ますだとしお」）がいる。

## 主な出演
ラジオパーソナリティーとして以下の番組にも出演。
- ヤング コネクション ポップアイランド（ラジオ関西）
- 真夜中ギンギラ大放送（ラジオ関西）
- うき!うき!スマビーチクラブ（ラジオ関西）
- 神戸アコースティックストーリー（ラジオ関西 水曜、木曜）
- 住吉山手・サロン・ド・カフェ（ラジオ関西）
- 増田俊郎の音楽の家（ABCラジオ）
- れいこう堂（ABCラジオ）
- 俊郎・俊行 真昼はオアシス（MBSラジオ 三好俊行アナウンサー=当時と共演）
- 俊郎・俊行 サンデー夕刊（MBSラジオ）
- 木曜S 増田俊郎のリラックス・デラックス（MBSラジオ）
- ほっとCOCORO 765（FM COCOLO 水曜、木曜）
- 休みの夜（FM COCORO 日曜）
- Pops We Love You!（エフエム大阪）[1]